# Jakobstads gamla brandstation

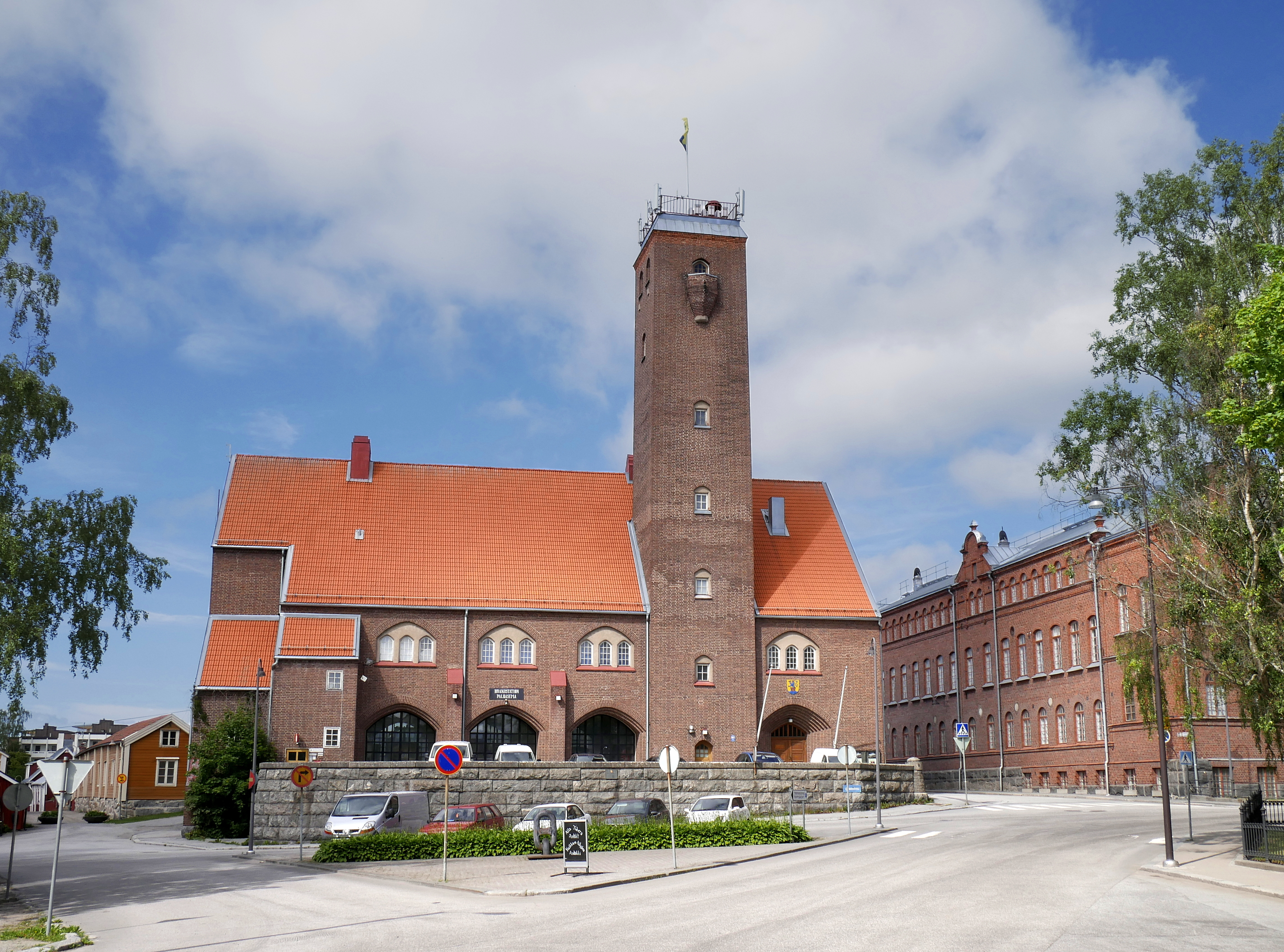
Jakobstads gamla brandstation var i bruk 1912–2012.

Jakobstads gamla brandstation är en brandstation på Ahlströmsgatan i Jakobstad. Sedan räddningsverket flyttade till nya lokaler i januari 2012 används stationen endast av Jakobstads frivilliga brandkår.

## Historia
1906 fick Jakobstads frivilliga brandkår en donation på 50 000 mark från Strengbergs tobaksfabrik för byggandet av en brandstation. Jakobstads kommun beslöt att bidra till byggkostnaderna under förutsättning att byggnaden, förutom lokaler för brandbekämpning, skulle att ha offentliga lokaler såsom balsal och gymnastiksal. Försäkringsbolaget Fennia stödde byggprojektet med 3000 mark. Brandstationen förlades väster om tobaksfabriken på en tomt som donerats av kommunen. Tobaksfabriken lovade att upplåta sitt befintliga avlopps- och vattenförsörjningsnät för brandstationen. Brandstationen ritades av den svenske arkitekten Torben Grut och färdigställdes 1912 till en kostnad av 225 000 mark.